# 2023 en ONE Championship
El año 2023 es el decimotercer año en la historia de ONE Championship, una promoción de artes marciales mixtas, kickboxing, Muay Thai y submission grappling con sede en Singapur.

## Lista de eventos

### Eventos programados
| Eventos                                      | Fecha                   | Sede                    | Ciudad  | País      | Ref. |
| -------------------------------------------- | ----------------------- | ----------------------- | ------- | --------- | ---- |
| ONE Friday Fights 41: Dedduanglek vs. Nakrob | 17 de noviembre de 2023 | Lumpinee Boxing Stadium | Bangkok | Tailandia |      |
| ONE Fight Night 17                           | 9 de diciembre de 2023  | Lumpinee Boxing Stadium | Bangkok | Tailandia |      |
| ONE Friday Fights 46: Tawanchai vs. Superbon | 22 de diciembre de 2023 | Lumpinee Boxing Stadium | Bangkok | Tailandia |      |
| ONE 165                                      |                         | TBA                     | TBA     | Qatar     |      |

### Eventos pasados
| #   | Eventos                                            | Fecha                    | Sede                    | Ciudad               | País           | Ref.                   | Actuación de la Noche               | Actuación de la Noche           | Bonos                | Ref.   |
| --- | -------------------------------------------------- | ------------------------ | ----------------------- | -------------------- | -------------- | ---------------------- | ----------------------------------- | ------------------------------- | -------------------- | ------ |
| 274 | ONE Friday Fights 40: Jaosuayai vs. Paidang        | 10 de noviembre de 2023  | Lumpinee Boxing Stadium | Bangkok              | Tailandia      |                        |                                     |                                 |                      |        |
| 273 | ONE Fight Night 16: Andrade vs. Haggerty           | 3 de noviembre de 2023   | Lumpinee Boxing Stadium | Bangkok              | Tailandia      |                        |                                     |                                 |                      |        |
| 272 | ONE Friday Fights 39: Kongklai vs. Şen             | 3 de noviembre de 2023   | Lumpinee Boxing Stadium | Bangkok              | Tailandia      |                        |                                     |                                 |                      |        |
| 271 | ONE Friday Fights 38: Otop vs. Musaev              | 27 de octubre de 2023    | Lumpinee Boxing Stadium | Bangkok              | Tailandia      |                        |                                     |                                 |                      |        |
| 270 | ONE Friday Fights 37: Bohic vs. Kacem              | 20 de octubre de 2023    | Lumpinee Boxing Stadium | Bangkok              | Tailandia      |                        |                                     |                                 |                      |        |
| 269 | ONE Fight Night 15: Le vs. Freymanov               | 6 de octubre de 2023     | Lumpinee Boxing Stadium | Bangkok              | Tailandia      |                        |                                     |                                 |                      |        |
| 268 | ONE Friday Fights 36: Superball vs. Lobo           | 6 de octubre de 2023     | Lumpinee Boxing Stadium | Bangkok              | Tailandia      |                        |                                     |                                 |                      |        |
| 267 | ONE Fight Night 14: Stamp vs. Ham                  | 29 de septiembre de 2023 | Singapur Indoor Stadium | Kallang              | Singapur       |                        |                                     |                                 |                      |        |
| 266 | ONE Friday Fights 35: Kongsuk vs. Dedduanglek      | 29 de septiembre de 2023 | Lumpinee Boxing Stadium | Bangkok              | Tailandia      |                        |                                     |                                 |                      |        |
| 265 | ONE Friday Fights 34: Rodtang vs. Superlek         | 22 de septiembre de 2023 | Lumpinee Boxing Stadium | Bangkok              | Tailandia      | [ 2 ]                  |                                     |                                 |                      |        |
| 264 | ONE Friday Fights 33: Yod-IQ vs. Balyko            | 15 de septiembre de 2023 | Lumpinee Boxing Stadium | Bangkok              | Tailandia      |                        |                                     |                                 |                      |        |
| 263 | ONE Friday Fights 32: Kompetch vs. Kongchai        | 8 de septiembre de 2023  | Lumpinee Boxing Stadium | Bangkok              | Tailandia      |                        |                                     |                                 |                      |        |
| 262 | ONE Friday Fights 31: Kongthoranee vs. Kabutov     | 1 de septiembre de 2023  | Lumpinee Boxing Stadium | Bangkok              | Tailandia      |                        |                                     |                                 |                      |        |
| 261 | ONE Friday Fights 30: Saemapetch vs. Kaonar        | 25 de agosto de 2023     | Lumpinee Boxing Stadium | Bangkok              | Tailandia      |                        |                                     |                                 |                      |        |
| 260 | ONE Friday Fights 29: Seksan vs. Araya             | 18 de agosto de 2023     | Lumpinee Boxing Stadium | Bangkok              | Tailandia      |                        |                                     |                                 |                      |        |
| 259 | ONE Friday Fights 28: Kongsuk vs. Jaosuayai        | 11 de agosto de 2023     | Lumpinee Boxing Stadium | Bangkok              | Tailandia      |                        |                                     |                                 |                      |        |
| 258 | ONE Fight Night 13: Allazov vs. Grigorian 3        | 5 de agosto de 2023      | Lumpinee Boxing Stadium | Bangkok              | Tailandia      | [ 3 ]                  |                                     |                                 |                      |        |
| 257 | ONE Friday Fights 27: Tapaokaew vs. Harrison       | 4 de agosto de 2023      | Lumpinee Boxing Stadium | Bangkok              | Tailandia      |                        |                                     |                                 |                      |        |
| 256 | ONE Friday Fights 26: Kulabdam vs. Bohic           | 21 de julio de 2023      | Lumpinee Boxing Stadium | Bangkok              | Tailandia      |                        |                                     |                                 |                      |        |
| 255 | ONE Fight Night 12: Superlek vs. Khalilov          | 15 de julio de 2023      | Lumpinee Boxing Stadium | Bangkok              | Tailandia      | [ 4 ]                  |                                     |                                 |                      |        |
| 254 | ONE Friday Fights 25 Nakrob vs. Phetputhai         | 14 de julio de 2023      | Lumpinee Boxing Stadium | Bangkok              | Tailandia      |                        |                                     |                                 |                      |        |
| 253 | ONE Friday Fights 24: Reis vs. Pongsiri 2          | 7 de julio de 2023       | Lumpinee Boxing Stadium | Bangkok              | Tailandia      |                        |                                     |                                 |                      |        |
| 252 | ONE Friday Fights 23: Paedsanlek vs. Kongklai      | 30 de junio de 2023      | Lumpinee Boxing Stadium | Bangkok              | Tailandia      |                        |                                     |                                 |                      |        |
| 251 | ONE Friday Fights 22: Malykhin vs. Bhullar         | 23 de junio de 2023      | Lumpinee Boxing Stadium | Bangkok              | Tailandia      | [ 5 ]                  |                                     |                                 |                      |        |
| 250 | ONE Friday Fights 21                               | 16 de junio de 2023      | Lumpinee Boxing Stadium | Bangkok              | Tailandia      |                        |                                     |                                 |                      |        |
| 249 | ONE Fight Night 11: Eersel vs. Menshikov           | 10 de junio de 2023      | Lumpinee Boxing Stadium | Bangkok              | Tailandia      | [ 6 ]                  | Regian Eersel                       | Ilya Freymanov                  | $50.000              | [ 7 ]  |
| 249 | ONE Fight Night 11: Eersel vs. Menshikov           | 10 de junio de 2023      | Lumpinee Boxing Stadium | Bangkok              | Tailandia      | [ 6 ]                  | Superbon Singha Mawynn              | Kwon Won Il                     | $50.000              | [ 7 ]  |
| 248 | ONE Friday Fights 20                               | 9 de junio de 2023       | Lumpinee Boxing Stadium | Bangkok              | Tailandia      | [ 8 ]                  |                                     |                                 |                      |        |
| 247 | ONE Friday Fights 19: Kulabdam vs. Musaev          | 2 de junio de 2023       | Lumpinee Boxing Stadium | Bangkok              | Tailandia      | [ 9 ]                  | Rittidet Sor Sommai                 | Kohtao Petsomnuk                | ฿350.000             |        |
| 247 | ONE Friday Fights 19: Kulabdam vs. Musaev          | 2 de junio de 2023       | Lumpinee Boxing Stadium | Bangkok              | Tailandia      | [ 9 ]                  | Ferzan Cicek                        | —                               | ฿350.000             |        |
| 246 | ONE Friday Fights 18: Harrison vs. Pongsiri        | 26 de mayo de 2023       | Lumpinee Boxing Stadium | Bangkok              | Tailandia      | [ 10 ]                 | Pongsiri P.K.Saenchai               | Tyson Harrison                  | ฿350.000 *฿700.000   |        |
| 246 | ONE Friday Fights 18: Harrison vs. Pongsiri        | 26 de mayo de 2023       | Lumpinee Boxing Stadium | Bangkok              | Tailandia      | [ 10 ]                 | Teeyai P.K. Saenchai*               | Rit Kaewsamrit                  | ฿350.000 *฿700.000   |        |
| 246 | ONE Friday Fights 18: Harrison vs. Pongsiri        | 26 de mayo de 2023       | Lumpinee Boxing Stadium | Bangkok              | Tailandia      | [ 10 ]                 | ChatAnan Sor.Jor.JoyPrajin          | Petnumkhum Phundakrataburi      | ฿350.000 *฿700.000   |        |
| 246 | ONE Friday Fights 18: Harrison vs. Pongsiri        | 26 de mayo de 2023       | Lumpinee Boxing Stadium | Bangkok              | Tailandia      | [ 10 ]                 | Johan Ghazali                       | —                               | ฿350.000 *฿700.000   |        |
| 245 | ONE Friday Fights 17: Pompetch vs. Duangsompong    | 19 de mayo de 2023       | Lumpinee Boxing Stadium | Bangkok              | Tailandia      | [ 11 ]                 | Pompetch P.K.Saenchai               | Avatar P.K.Saenchai             | ฿350.000             |        |
| 245 | ONE Friday Fights 17: Pompetch vs. Duangsompong    | 19 de mayo de 2023       | Lumpinee Boxing Stadium | Bangkok              | Tailandia      | [ 11 ]                 | Rak Erawan                          | Rachan Sor.Somnuk               | ฿350.000             |        |
| 245 | ONE Friday Fights 17: Pompetch vs. Duangsompong    | 19 de mayo de 2023       | Lumpinee Boxing Stadium | Bangkok              | Tailandia      | [ 11 ]                 | Maisangkum Sor.Yingcharoenkarnchang | Yodlekpet Or. Atchariya         | ฿350.000             |        |
| 245 | ONE Friday Fights 17: Pompetch vs. Duangsompong    | 19 de mayo de 2023       | Lumpinee Boxing Stadium | Bangkok              | Tailandia      | [ 11 ]                 | Jelte Blommaert                     | Ivan Parshikov                  | ฿350.000             |        |
| 245 | ONE Friday Fights 17: Pompetch vs. Duangsompong    | 19 de mayo de 2023       | Lumpinee Boxing Stadium | Bangkok              | Tailandia      | [ 11 ]                 | Enkh-Orgil Baatarkhuu               | —                               | ฿350.000             |        |
| 244 | ONE Friday Fights 16: ET vs. Kongthoranee          | 12 de mayo de 2023       | Lumpinee Boxing Stadium | Bangkok              | Tailandia      |                        | Petjeeja Lukjaoporongtom            | Samurai Seeopal                 | ฿350.000             |        |
| 244 | ONE Friday Fights 16: ET vs. Kongthoranee          | 12 de mayo de 2023       | Lumpinee Boxing Stadium | Bangkok              | Tailandia      | Sulaiman Looksuan      | Yodphupa Wimanair                   |                                 | ฿350.000             |        |
| 244 | ONE Friday Fights 16: ET vs. Kongthoranee          | 12 de mayo de 2023       | Lumpinee Boxing Stadium | Bangkok              | Tailandia      | Huo Xiaolong           | Numpangna Eaglemuaythai             |                                 | ฿350.000             |        |
| 244 | ONE Friday Fights 16: ET vs. Kongthoranee          | 12 de mayo de 2023       | Lumpinee Boxing Stadium | Bangkok              | Tailandia      | Moris Boleyan          | —                                   |                                 | ฿350.000             |        |
| 243 | ONE Fight Night 10: Johnson vs. Moraes 3           | 5 de mayo de 2023        | 1st Bank Center         | Broomfield, Colorado | Estados Unidos | [ 12 ]                 | Rodtang Jitmuangnon*                | Mikey Musumeci                  | $50.000 *$100.000    | [ 13 ] |
| 243 | ONE Fight Night 10: Johnson vs. Moraes 3           | 5 de mayo de 2023        | 1st Bank Center         | Broomfield, Colorado | Estados Unidos | [ 12 ]                 | Stamp Fairtex                       | Zebaztian Kadestam              | $50.000 *$100.000    | [ 13 ] |
| 243 | ONE Fight Night 10: Johnson vs. Moraes 3           | 5 de mayo de 2023        | 1st Bank Center         | Broomfield, Colorado | Estados Unidos | [ 12 ]                 | Sage Northcutt                      | —                               | $50.000 *$100.000    | [ 13 ] |
| 242 | ONE Friday Fights 15: Nakrob vs. Ploywitthaya      | 5 de mayo de 2023        | Lumpinee Boxing Stadium | Bangkok              | Tailandia      | [ 14 ]                 | Chokdee Maxjandee                   | Jaising Sitnayokpunsak          | ฿350.000             |        |
| 242 | ONE Friday Fights 15: Nakrob vs. Ploywitthaya      | 5 de mayo de 2023        | Lumpinee Boxing Stadium | Bangkok              | Tailandia      | [ 14 ]                 | Fabio Reis                          | —                               | ฿350.000             |        |
| 241 | ONE Friday Fights 14: Gingsanglek vs. Chorfah      | 28 de abril de 2023      | Lumpinee Boxing Stadium | Bangkok              | Tailandia      | [ 15 ]                 | Gingsanglek Tor.Laksong             | Kongchai Chanaidonmuang         | ฿350.000             | [ 16 ] |
| 241 | ONE Friday Fights 14: Gingsanglek vs. Chorfah      | 28 de abril de 2023      | Lumpinee Boxing Stadium | Bangkok              | Tailandia      | [ 15 ]                 | Xavier González                     | Chatpichit SorSor.Toipadriew    | ฿350.000             | [ 16 ] |
| 241 | ONE Friday Fights 14: Gingsanglek vs. Chorfah      | 28 de abril de 2023      | Lumpinee Boxing Stadium | Bangkok              | Tailandia      | [ 15 ]                 | Sakaengam Jitmuangnon               | Saeksan Or. Kwanmuang           | ฿350.000             | [ 16 ] |
| 240 | ONE Fight Night 9: Nong-O vs Haggerty              | 22 de abril de 2023      | Lumpinee Boxing Stadium | Bangkok              | Tailandia      | [ 17 ]                 | Jonathan Haggerty*                  | Felipe Lobo                     | $50.000 *$100.000    | [ 18 ] |
| 240 | ONE Fight Night 9: Nong-O vs Haggerty              | 22 de abril de 2023      | Lumpinee Boxing Stadium | Bangkok              | Tailandia      | [ 17 ]                 | Isi Fitikefu                        | Jhanlo Mark Sangiao             | $50.000 *$100.000    | [ 18 ] |
| 239 | ONE Friday Fights 13: Batman vs. Paidang           | 21 de abril de 2023      | Lumpinee Boxing Stadium | Bangkok              | Tailandia      | [ 19 ]                 | Thongpoon P.K.Saenchai              | Natalia Diachkova               | ฿350.000             | [ 20 ] |
| 239 | ONE Friday Fights 13: Batman vs. Paidang           | 21 de abril de 2023      | Lumpinee Boxing Stadium | Bangkok              | Tailandia      | [ 19 ]                 | Aliff Sor Dechapan                  | Rambolek Chor.Ajalaboon         | ฿350.000             | [ 20 ] |
| 239 | ONE Friday Fights 13: Batman vs. Paidang           | 21 de abril de 2023      | Lumpinee Boxing Stadium | Bangkok              | Tailandia      | [ 19 ]                 | Nico Carrillo                       | —                               | ฿350.000             | [ 20 ] |
| 238 | ONE Friday Fights 12: Petsukumvit vs. Kongthoranee | 7 de abril de 2023       | Lumpinee Boxing Stadium | Bangkok              | Tailandia      | [ 21 ]                 | Dentungtong Singha Mawynn           | Tubtimthong Sor Jor Lekmuangnon | ฿350.000             | [ 22 ] |
| 238 | ONE Friday Fights 12: Petsukumvit vs. Kongthoranee | 7 de abril de 2023       | Lumpinee Boxing Stadium | Bangkok              | Tailandia      | [ 21 ]                 | Zeta Chor Chokamnuay                | Samingdam Looksuan              | ฿350.000             | [ 22 ] |
| 237 | ONE Friday Fights 11: Superball vs. Kongklai 2     | 31 de marzo de 2023      | Lumpinee Boxing Stadium | Bangkok              | Tailandia      | [ 23 ]                 | ET Tded99                           | Pongsiri Sor.Jor. Wichitpadriew | ฿350.000             | [ 24 ] |
| 237 | ONE Friday Fights 11: Superball vs. Kongklai 2     | 31 de marzo de 2023      | Lumpinee Boxing Stadium | Bangkok              | Tailandia      | [ 23 ]                 | Tyson Harrison                      | Rambo Mor.Rattanabandit         | ฿350.000             | [ 24 ] |
| 237 | ONE Friday Fights 11: Superball vs. Kongklai 2     | 31 de marzo de 2023      | Lumpinee Boxing Stadium | Bangkok              | Tailandia      | [ 23 ]                 | Yu Yau Pui                          | —                               | ฿350.000             | [ 24 ] |
| 236 | ONE Fight Night 8: Superlek vs. Williams           | 25 de marzo de 2023      | Singapur Indoor Stadium | Kallang              | Singapur       | [ 25 ]                 | Superlek Kiatmuu9                   | Akbar Abdullaev                 | $50.000              | [ 26 ] |
| 236 | ONE Fight Night 8: Superlek vs. Williams           | 25 de marzo de 2023      | Singapur Indoor Stadium | Kallang              | Singapur       | [ 25 ]                 | Zhang Peimian                       | —                               | $50.000              | [ 26 ] |
| 235 | ONE Friday Fights 10: Yodkrisada vs. Thepthaksin   | 24 de marzo de 2023      | Lumpinee Boxing Stadium | Bangkok              | Tailandia      |                        | Thepthaksin Sor.Sornsing            | Rak Erawan                      | ฿350.000             | [ 27 ] |
| 235 | ONE Friday Fights 10: Yodkrisada vs. Thepthaksin   | 24 de marzo de 2023      | Lumpinee Boxing Stadium | Bangkok              | Tailandia      | Thongpoon P.K.Saenchai | Yod-IQ P.K.Saenchai                 |                                 | ฿350.000             | [ 27 ] |
| 234 | ONE Friday Fights 9: Eersel vs. Sinsamut 2         | 17 de marzo de 2023      | Lumpinee Boxing Stadium | Bangkok              | Tailandia      | [ 28 ]                 | Regian Eersel*                      | Muangthai P.K.Saenchai          | ฿350.000 *฿1.750.000 | [ 29 ] |
| 234 | ONE Friday Fights 9: Eersel vs. Sinsamut 2         | 17 de marzo de 2023      | Lumpinee Boxing Stadium | Bangkok              | Tailandia      | [ 28 ]                 | Sam-A Gaiyanghadao                  | Sulaiman Looksuan               | ฿350.000 *฿1.750.000 | [ 29 ] |
| 234 | ONE Friday Fights 9: Eersel vs. Sinsamut 2         | 17 de marzo de 2023      | Lumpinee Boxing Stadium | Bangkok              | Tailandia      | [ 28 ]                 | Saeksan Or. Kwanmuang               | Silviu Vitez                    | ฿350.000 *฿1.750.000 | [ 29 ] |
| 234 | ONE Friday Fights 9: Eersel vs. Sinsamut 2         | 17 de marzo de 2023      | Lumpinee Boxing Stadium | Bangkok              | Tailandia      | [ 28 ]                 | Yodlekpet Or. Achariya              | Tagir Khalilov                  | ฿350.000 *฿1.750.000 | [ 29 ] |
| 233 | ONE Friday Fights 8: Petsukumvit vs. Petchmuangsri | 10 de marzo de 2023      | Lumpinee Boxing Stadium | Bangkok              | Tailandia      | [ 30 ]                 | Petsukumvit Boi Bangna              | Petlampun Bumrungsit            | ฿350.000             | [ 31 ] |
| 233 | ONE Friday Fights 8: Petsukumvit vs. Petchmuangsri | 10 de marzo de 2023      | Lumpinee Boxing Stadium | Bangkok              | Tailandia      | [ 30 ]                 | Numsurin Chor Ketwina               | Banluerit Or. Atchariya         | ฿350.000             | [ 31 ] |
| 233 | ONE Friday Fights 8: Petsukumvit vs. Petchmuangsri | 10 de marzo de 2023      | Lumpinee Boxing Stadium | Bangkok              | Tailandia      | [ 30 ]                 | Maisangkum Sor Yingcharoenkarnchang | Jomhod Auto MuayThai            | ฿350.000             | [ 31 ] |
| 232 | ONE Friday Fights 7: Rambolek vs. Teeradech        | 3 de marzo de 2023       | Lumpinee Boxing Stadium | Bangkok              | Tailandia      | [ 32 ]                 | Rambolek Chor.Atcharaboon           | Samingdam Chor.Ajalaboon        | ฿350.000             | [ 33 ] |
| 232 | ONE Friday Fights 7: Rambolek vs. Teeradech        | 3 de marzo de 2023       | Lumpinee Boxing Stadium | Bangkok              | Tailandia      | [ 32 ]                 | Lisa Brierley                       | —                               | ฿350.000             | [ 33 ] |
| 231 | ONE Fight Night 7: Lineker vs. Andrade 2           | 24 de marzo de 2023      | Lumpinee Boxing Stadium | Bangkok              | Tailandia      | [ 34 ]                 | Tawanchai P.K. Saenchai             | Tommy Langaker                  | $50.000              | [ 35 ] |
| 230 | ONE Friday Fights 6: Gingsanglek vs. Kongthoranee  | 24 de marzo de 2023      | Lumpinee Boxing Stadium | Bangkok              | Tailandia      | [ 36 ]                 | Kongthoranee Sor Sommai             | Johan Ghazali                   | ฿350.000             | [ 37 ] |
| 230 | ONE Friday Fights 6: Gingsanglek vs. Kongthoranee  | 24 de marzo de 2023      | Lumpinee Boxing Stadium | Bangkok              | Tailandia      | [ 36 ]                 | Bogdan Shumarov                     | Celest Hansen                   | ฿350.000             | [ 37 ] |
| 229 | ONE Friday Fights 5: Kongklai vs. Superball        | 17 de febrero de 2023    | Lumpinee Boxing Stadium | Bangkok              | Tailandia      | [ 38 ]                 | Superball Tded99                    | Kongklai AnnyMuayThai           | ฿350.000             | [ 39 ] |
| 229 | ONE Friday Fights 5: Kongklai vs. Superball        | 17 de febrero de 2023    | Lumpinee Boxing Stadium | Bangkok              | Tailandia      | [ 38 ]                 | Namphongnoi Sor Sommai              | Teeyai P.K. Saenchai            | ฿350.000             | [ 39 ] |
| 229 | ONE Friday Fights 5: Kongklai vs. Superball        | 17 de febrero de 2023    | Lumpinee Boxing Stadium | Bangkok              | Tailandia      | [ 38 ]                 | Khunsuk Sor Dechapan                | Furkan Karabag                  | ฿350.000             | [ 39 ] |
| 228 | ONE Friday Fights 4: Duangsompong vs. Batman       | 10 de febrero de 2023    | Lumpinee Boxing Stadium | Bangkok              | Tailandia      | [ 40 ]                 | Erdem Taha Dincer                   | Francisca Vera                  | ฿350.000             | [ 41 ] |
| 228 | ONE Friday Fights 4: Duangsompong vs. Batman       | 10 de febrero de 2023    | Lumpinee Boxing Stadium | Bangkok              | Tailandia      | [ 40 ]                 | Chaongoh Jitmuangnon                | Fabio Reis                      | ฿350.000             | [ 41 ] |
| 227 | ONE Friday Fights 3: Chorfah vs. Petsukumvit       | 3 de febrero de 2023     | Lumpinee Boxing Stadium | Bangkok              | Tailandia      | [ 42 ]                 | Elbrus Amirkhanovich                | Kongchai Chanaidonmueang        | $10.000              | [ 43 ] |
| 227 | ONE Friday Fights 3: Chorfah vs. Petsukumvit       | 3 de febrero de 2023     | Lumpinee Boxing Stadium | Bangkok              | Tailandia      | [ 42 ]                 | Ilyas Musaev                        | Yu Yau Pui                      | $10.000              | [ 43 ] |
| 227 | ONE Friday Fights 3: Chorfah vs. Petsukumvit       | 3 de febrero de 2023     | Lumpinee Boxing Stadium | Bangkok              | Tailandia      | [ 42 ]                 | Shannon Wiratchai                   | Alisson Barbosa                 | $10.000              | [ 43 ] |
| 226 | ONE Friday Fights 2: Sangmanee vs. Kulabdam 2      | 27 de enero de 2023      | Lumpinee Boxing Stadium | Bangkok              | Tailandia      | [ 44 ]                 | Yodlekpet Or. Pitisak               | —                               | $10.000              | [ 45 ] |
| 225 | ONE Friday Fights 1: Nong-O vs. Ramazanov          | 20 de enero de 2023      | Lumpinee Boxing Stadium | Bangkok              | Tailandia      | [ 46 ]                 | Nong-O Gaiyanghadao*                | Seksan Or. Kwanmuang            | $50.000*             | [ 47 ] |
| 225 | ONE Friday Fights 1: Nong-O vs. Ramazanov          | 20 de enero de 2023      | Lumpinee Boxing Stadium | Bangkok              | Tailandia      | [ 46 ]                 | Sakaengam Jitmuangnon               | Muangthai P.K.Saenchai          | $10.000              | [ 47 ] |
| 224 | ONE Fight Night 6: Superbon vs. Allazov            | 14 de enero de 2023      | Impact Arena            | Bangkok              | Tailandia      | [ 48 ]                 | Chingiz Allazov                     | Aung La Nsang                   | $50.000              | [ 49 ] |
| 224 | ONE Fight Night 6: Superbon vs. Allazov            | 14 de enero de 2023      | Impact Arena            | Bangkok              | Tailandia      | [ 48 ]                 | Stamp Fairtex                       | Anna Jaroonsak                  | $50.000              | [ 49 ] |

## Peleas titulares
| #  | Categoría de peso      |                                    |       |                            | Método                      | Ronda | Tiempo | Evento               | Notas                                                                     |
| -- | ---------------------- | ---------------------------------- | ----- | -------------------------- | --------------------------- | ----- | ------ | -------------------- | ------------------------------------------------------------------------- |
| 1  | Peso Mosca 61 kg       | Mikey Musumeci (c)                 | derr. | Gantumur Bayanduuren       | Decisión (unánime)          | 1     | 10:00  | ONE Fight Night 6    | Por el Campeonato de Submission Grappling de Peso Mosca de ONE.           |
| 2  | Peso Mosca 61 kg       | Superlek Kiatmuu9                  | derr. | Daniel Puertas             | Decisión (unánime)          | 5     | 3:00   | ONE Fight Night 6    | Por el Campeonato Vacante de Kickboxing de Peso Mosca de ONE.             |
| 3  | Peso Pluma 70 kg       | Chingiz Allazov                    | derr. | Superbon Singha Mawynn (c) | KO (golpes)                 | 2     | 1:03   | ONE Fight Night 6    | Por el Campeonato de Kickboxing de Peso Pluma de ONE.                     |
| 4  | Peso Gallo 66 kg       | Nong-O Gaiyanghadao (c)            | derr. | Alaverdi Ramazanov         | KO (golpes)                 | 3     | 2:40   | ONE Friday Fights 1  | Por el Campeonato de Muay Thai de Peso Gallo de ONE.                      |
| 5  | Peso Pluma 70 kg       | Tawanchai P.K. Saenchai (c)        | derr. | Jamal Yusupov              | KO (patada baja)            | 1     | 0:49   | ONE Fight Night 7    | Por el Campeonato de Muay Thai de Peso Pluma de ONE.                      |
| 6  | Peso Gallo 66 kg       | Fabricio Andrade                   | derr. | John Lineker               | TKO (paro de la esquina)    | 4     | 5:00   | ONE Fight Night 7    | Por el Campeonato Vacante de Peso Gallo de ONE.                           |
| 7  | Peso Ligero 77 kg      | Regian Eersel (c)                  | derr. | Sinsamut Klinmee           | KO (golpe al cuerpo)        | 4     | 1:17   | ONE Friday Fights 9  | Por el Campeonato de Muay Thai de Peso Ligero de ONE.                     |
| 8  | Peso Átomo 52 kg       | Allycia Rodrigues (c)              | derr. | Janet Todd (ci)            | Decisión (unánime)          | 5     | 3:00   | ONE Fight Night 8    | Por el Campeonato Indiscutido de Muay Thai de Peso Átomo Femenino de ONE. |
| 9  | Peso Mosca 61 kg       | Superlek Kiatmuu9 (c)              | derr. | Danial Williams            | KO (golpes)                 | 3     | 1:55   | ONE Fight Night 8    | Por el Campeonato de Kickboxing de Peso Mosca de ONE.                     |
| 10 | Peso Gallo 66 kg       | Jonathan Haggerty                  | derr. | Nong-O Gaiyanghadao (c)    | KO (golpes)                 | 1     | 2:40   | ONE Fight Night 9    | Por el Campeonato de Muay Thai de Peso Gallo de ONE.                      |
| 11 | Peso Mosca 61 kg       | Mikey Musumeci (c)                 | derr. | Osamah Almarwai            | Sumisión (rear-naked choke) | 1     | 8:03   | ONE Fight Night 10   | Por el Campeonato de Submission Grappling de Peso Mosca de ONE.           |
| 12 | Peso Mosca 61 kg       | Rodtang Jitmuangnon (c)            | derr. | Edgar Tabares              | KO (codazo)                 | 2     | 1:34   | ONE Fight Night 10   | Por el Campeonato de Muay Thai de Peso Mosca de ONE.                      |
| 13 | Peso Mosca 61 kg       | Demetrious Johnson (c)             | derr. | Adriano Moraes             | Decisión (unánime)          | 5     | 5:00   | ONE Fight Night 10   | Por el Campeonato de Peso Mosca de ONE.                                   |
| 14 | Peso Ligero 77 kg      | Kade Ruotolo (c)                   | vs.   | Tommy Langaker             |                             |       |        | ONE Fight Night 11   | Por el Campeonato de Submission Grappling de Peso Ligero de ONE.          |
| 15 | Peso Ligero 77 kg      | Regian Eersel (c)                  | vs.   | Dmitry Menshikov           |                             |       |        | ONE Fight Night 11   | Por el Campeonato de Muay Thai de Peso Ligero de ONE.                     |
| 16 | Peso Paja 52 kg        | Prajanchai P.K.Saenchaimuaythaigym | vs.   | Sam-A Gaiyanghadao         |                             |       |        | ONE Friday Fights 22 | Por el Campeonato Interino de Muay Thai de Peso Paja de ONE.              |
| 17 | Peso Pesado 120 kg     | Anatoliy Malykhin (ci)             | vs.   | Arjan Bhullar (c)          |                             |       |        | ONE Friday Fights 22 | Por el Campeonato Indiscutido de Peso Pesado de ONE.                      |
| 18 | Peso Semipesado 102 kg | Roman Kryklia                      | vs.   | Francesko Xhaja            |                             |       |        | ONE Fight Night 12   | Por el Campeonato de Kickboxing de Peso Semipesado de ONE.                |
| 19 | Peso Pluma 70 kg       | Chingiz Allazov (c)                | vs.   | Marat Grigorian            |                             |       |        | ONE Fight Night 13   | Por el Campeonato de Kickboxing de Peso Pluma de ONE.                     |

## Grand Prix

### Grand Prix de Muay Thai de Peso Abierto de 2023
El 11 de enero de 2023, duranta la conferencia de prensa de ONE Fight Night 6 en Bangkok, el presidente y CEO Chatri Sityodtong anunció planes para un grand prix de 16 participantes que premiará con un millón de dólares al ganador. Todos los interesados serán bienvenidos, ya que el torneo será en peso abierto. Pero Chatri no reveló detalles adicionales. Él promete que será algo especial y que tiene la intención de adoptar el formato de peso abierto. Chatri no reveló a los participantes del torneo, pero nombró a Rodtang Jitmuangnon, Superbon Singha Mawynn, Jonathan Haggerty y Liam Harrison.

#### Bracket del Grand Prix de Muay Thai de Peso Abierto de ONE
|  | Cuartos de final | Cuartos de final | Cuartos de final |  |  | Semifinales | Semifinales | Semifinales |  |  | Final | Final | Final |  |
|  |                  |                  |                  |  |  |             |             |             |  |  |       |       |       |  |
|  |                  |                  |                  |  |  |             |             |             |  |  |       |       |       |  |
|  | 1                | Sinsamut Klinmee |                  |  |  |             |             |             |  |  |       |       |       |  |
|  | 1                | Sinsamut Klinmee |                  |  |  |             |             |             |  |  |       |       |       |  |
|  | 8                | TBA              |                  |  |  |             |             |             |  |  |       |       |       |  |
|  | 8                | TBA              | TBA              |  |  |             |             |             |  |  |       |       |       |  |
|  |                  |                  |                  |  |  |             |             |             |  |  |       |       |       |  |
|  |                  |                  | TBA              |  |  |             |             |             |  |  |       |       |       |  |
|  | 5                | TBA              |                  |  |  |             |             |             |  |  |       |       |       |  |
|  | 5                | TBA              |                  |  |  |             |             |             |  |  |       |       |       |  |
|  | 4                | TBA              |                  |  |  |             |             |             |  |  |       |       |       |  |
|  | 4                | TBA              |                  |  |  |             | TBA         |             |  |  |       |       |       |  |
|  |                  |                  |                  |  |  |             |             |             |  |  |       |       |       |  |
|  |                  |                  | TBA              |  |  |             |             |             |  |  |       |       |       |  |
|  | 3                | TBA              |                  |  |  |             |             |             |  |  |       |       |       |  |
|  | 3                | TBA              |                  |  |  |             |             |             |  |  |       |       |       |  |
|  | 6                | TBA              |                  |  |  |             |             |             |  |  |       |       |       |  |
|  | 6                | TBA              | TBA              |  |  |             |             |             |  |  |       |       |       |  |
|  |                  |                  |                  |  |  |             |             |             |  |  |       |       |       |  |
|  |                  |                  | TBA              |  |  |             |             |             |  |  |       |       |       |  |
|  | 7                | TBA              |                  |  |  |             |             |             |  |  |       |       |       |  |
|  | 7                | TBA              |                  |  |  |             |             |             |  |  |       |       |       |  |
|  | 2                | TBA              |                  |  |  |             |             |             |  |  |       |       |       |  |
|  | 2                | TBA              |                  |  |  |             |             |             |  |  |       |       |       |  |
|  |                  |                  |                  |  |  |             |             |             |  |  |       |       |       |  |

## ONE Friday Fights 1
ONE Friday Fights 1: Nong-O vs. Ramazanov fue un evento de deportes de combate producido por ONE Championship el 20 de enero de 2023 en el Lumpinee Boxing Stadium en Bangkok, Tailandia.

### Historia
Este evento marcó el debut de la promoción en el reconocido Lumpinee Boxing Stadium, el cual es un histórico entre los estadios de Muay Thai en Tailandia.
Una pelea por el Campeonato Mundial de Muay Thai de Peso Gallo de ONE entre el actual campeón Nong-O Gaiyanghadao y el ex-Campeón de Kickboxing de Peso Gallo de ONE Alaverdi Ramazanov estaba originalmente planeara para ocurrir en ONE on Prime Video 6 pero la pelea fue trasladada para encabezar este evento. La pelea estaba originalmente planeada para llevarse a cabo en ONE: X, el 26 de marzo de 2022. Sin embargo, Ramazanov fue retirado de la cartelera por la prohibición del gobierno singapurense a todos los peleadores rusos.

### Cartelera
| Cartelera principal (YouTube / Watch ONE / Facebook)    | Cartelera principal (YouTube / Watch ONE / Facebook) | Cartelera principal (YouTube / Watch ONE / Facebook) | Cartelera principal (YouTube / Watch ONE / Facebook) | Cartelera principal (YouTube / Watch ONE / Facebook) | Cartelera principal (YouTube / Watch ONE / Facebook) | Cartelera principal (YouTube / Watch ONE / Facebook) | Cartelera principal (YouTube / Watch ONE / Facebook) |
| Categoría                                               |                                                      |                                                      |                                                      | Método                                               | Ronda                                                | Tiempo                                               | Notas                                                |
| ------------------------------------------------------- | ---------------------------------------------------- | ---------------------------------------------------- | ---------------------------------------------------- | ---------------------------------------------------- | ---------------------------------------------------- | ---------------------------------------------------- | ---------------------------------------------------- |
| Peso Gallo de Muay Thai                                 | Nong-O Gaiyanghadao (c)                              | derr.                                                | Alaverdi Ramazanov                                   | KO (golpes)                                          | 3                                                    | 2:12                                                 | [ a ]                                                |
| Peso Paja de Muay Thai                                  | Prajanchai P.K.Saenchai                              | derr.                                                | Kompetch Sitsarawatsuer                              | Decisión (unánime)                                   | 3                                                    | 3:00                                                 |                                                      |
| Peso Átomo de Muay Thai                                 | Khunsueklek UFAboomdeksean                           | derr.                                                | Petchbanrai Singha Mawynn                            | Decisión (unánime)                                   | 3                                                    | 3:00                                                 |                                                      |
| Peso Pactado (151 lbs) de Muay Thai                     | Komawut FA.Group                                     | derr.                                                | Sansiri Pet Por.Tor.Or                               | Decisión (unánime)                                   | 3                                                    | 3:00                                                 | [ b ]                                                |
| Peso Mosca de Muay Thai                                 | Sonrak Fairtex                                       | derr.                                                | Tai Sor.Jor.Piekuthai                                | Decisión (mayoritaria)                               | 3                                                    | 3:00                                                 |                                                      |
| Peso Pactado (112 lbs) de Muay Thai                     | Sakaengam Jitmuangnon                                | derr.                                                | Suayai Chor.Haapayak                                 | KO (puñetazo)                                        | 3                                                    | 3:00                                                 |                                                      |
| Cartelera preliminar (FanDuel TV / YouTube / Watch ONE) |                                                      |                                                      |                                                      |                                                      |                                                      |                                                      |                                                      |
| Peso Pactado (140 lbs) de Muay Thai                     | Seksan Or. Kwanmuang                                 | derr.                                                | Tyson Harrison                                       | Decisión (dividida)                                  | 3                                                    | 3:00                                                 |                                                      |
| Peso Ligero                                             | Richard Godoy                                        | derr.                                                | Alexy Lyapunov                                       | Decisión (dividida)                                  | 3                                                    | 5:00                                                 |                                                      |
| Peso Pactado (147 lbs) de Muay Thai                     | Muangthai PK.Saenchai                                | derr.                                                | Mavlud Tupiev                                        | Decisión (unánime)                                   | 3                                                    | 3:00                                                 | [ c ]                                                |
| Peso Pactado (177 lbs) de Muay Thai                     | Josh Hill                                            | derr.                                                | Keivan Soleimani                                     | Decisión (unánime)                                   | 3                                                    | 3:00                                                 | [ d ]                                                |
| Peso Mosca                                              | Colton Kielbasa                                      | derr.                                                | Akihiro Fujisawa                                     | Sumisión (rear-naked choke)                          | 1                                                    | 0:57                                                 |                                                      |
| Peso Mosca de Muay Thai                                 | Mohammed Sadeghi                                     | derr.                                                | Angelos Giakoumis                                    | Decisión (unánime)                                   | 3                                                    | 3:00                                                 |                                                      |

1. ↑  Por el Campeonato Mundial de Muay Thai de Peso Gallo de ONE.
2. ↑  Saensiri no dio el peso (151 lbs).
3. ↑  Tupiev no dio el peso (147 lbs).
4. ↑  Soleimani no dio el peso (177 lbs).

### Bonificaciones
Los siguientes peleadores recibieron bonos.
- Actuación de la Noche ($50,000): Nong-O Gaiyanghadao y Saeksan Or. Kwanmuang
- Actuación de la Noche ($10,000): Sakaengam Jitmuangnon y Muangthai P.K.Saenchai